# Darius Lewis
Darius Antwoine Lewis (Olney, 28 aprile 1994) è un giocatore di football americano statunitense che gioca nel ruolo di cornerback per i Molosses d'Asnières.